# ムーアゲート駅
ムーアゲート駅 (ムーアゲートえき、英語: Moorgate station) は、イギリスのロンドン都心部にある、ロンドン地下鉄の列車およびナショナル・レールブランドを使用する列車が発着する駅である。

## 概要
シティ・オブ・ロンドンのムーアゲート、ロンドン・ウォールの北にある地下駅である。
ロンドン地下鉄の駅はノーザン線のシティ支線、およびサークル線、ハマースミス&シティー線、メトロポリタン線が発着する。ノーザン線は地下深くにあり、それ以外の3路線は掘割にホームがある。
ナショナル・レールの列車はいずれもゴヴィア・テムズリンク・レールウェイが「グレート・ノーザン」ブランドで運行する。ハートフォード・ノース、ウェリン・ガーデン・シティ、スティーブニッジ、ヒッチンおよびレッチワースからイースト・コースト本線を経由してくる近郊列車の終着駅であり、こちらは地下深くにホームがある。
かつては、この駅は「Moorgate Street」という駅名であったこともある。
1975年に46人の死者と74人の負傷者を出したムーアゲート事故の現場である。
2005年にロンドン同時爆破テロ事件によりムーアゲート駅 - アルドゲート駅間の路線が運行を見合わせた際には、ムーアゲート駅は一時的にメトロポリタン線の終点となった。

## 堀割（浅い地下）ホーム
サークル線、ハマースミス&シティー線、メトロポリタン線上にある駅である。
サークル線、ハマースミス&シティー線、メトロポリタン線ホームである1・2番線（通り抜け可能な構造）および3・4番線（頭端式ホーム)を使っている。2012年からメトロポリタン線の車両が変わりリヴァプール・ストリート方面の1番前のドアが締め切り状態になっている。地下鉄路線は標準的なロンドン地下鉄の4線軌条方式による電化がされている。

### 歴史
駅の堀割部分は1865年12月にメトロポリタン鉄道により、パディントン駅 - ファリンドン駅間の初期区間からの最初の延伸区間として開業された。
1960年代に駅は建て替えられ、またホームが6番線までに広げられた。
現在テムズリンクとなっている路線は、かつてはロンドン中部（London Midlad Region、LMR、現在のミッドランド本線）方面とロンドン東部方面（Eastern Region、ER、ヨーク・ロード・カーブ、ホテル・カーブを経由し、キングス・クロス駅のイースト・コースト本線に接続）の両方に向かう路線であった。
1975年にノーザン・シティ線がイギリス国鉄に移管されてER方面へ接続した際に、ERへの連絡線は廃止され、このホームはLMR方面の列車専用となった。この時までは、4つの頭端式ホーム全てがイギリス国鉄運行列車により使用されていた。
このルートのイギリス国鉄の列車運行は元々は蒸気機関車により運行され、その後に1970年代中期までクラヴェンス製のディーゼルカーおよびクラス31s客車により運行された。
LMRの列車運行は1979年頃にいったん中止されたが、クラス317 BedPan が導入された1983年頃に再開された。

## 深い地下のホーム
ノーザン線のホームは、1900年2月にシティ・アンド・サウス・ロンドン鉄道（C&SLR） により、「ムーアゲート・ストリート (Moorgate Street) 駅」として、テムズ川の南のストックウェル駅から路線の北の終点として開業した。この路線は翌年さらに北のエンジェル駅へと延伸された。初代のC&SLRの駅舎はムーアゲートの西側に残り、駅の上のオフィスはこの鉄道の本部として建設された。これらの列車は現在の7・8番線に発着する。
このホームのすぐ上にはナショナル・レールノーザン・シティ線ホームの9・10番線があり、現在はゴヴィア・テムズリンク・レールウェイにより「グレート・ノーザン」ブランドで運行されている。
ノーザン・シティ線のホームは、1904年2月にグレート・ノーザン・アンド・シティ鉄道（GN&CR） がフィンズベリー・パーク駅まで運行するために開業した。GN&CRによる当初の想定は、本線の列車をフィンズベリー・パークのグレート・ノーザン鉄道のホームから直接シティに乗り入れさせることであり、そのためトンネルは本線の列車を収容可能な直径で建設された。
1934年から1975年までは、ノーザン・シティ線は地下鉄ノーザン線のCity or Highbury支線として運行されていた。
1975年にノーザン・シティ線がロンドン地下鉄からイギリス国鉄へ移管され、イースト・コースト本線へ直通運転（ムーアゲート駅からワイデンド・ラインズおよびヨーク・ロード・カーブ/ホテル・カーブを経由してイースト・コースト本線の郊外の駅へ運行）が開始された。
1975年2月28日、ノーザン・シティ線の移管直前に、南行きの列車がホームをオーバーランしてトンネルの壁に衝突し、43人の死者が出る、平時では地下鉄の歴史で2番目大きな惨事が起きた。安全性の改良は、それ以来「Moorgate Control」として知られる序論 (introduction) を含んでいる（ムーアゲート事故を参照）。
ナショナル・レールの発車案内板では、以前のテムズリンク列車の略号 (the code) はMOGであり、以前のWAGN列車の略号はZMGである。両方がそれぞれの列車の完全な発車案内板を表示する。

## 隣の駅
ロンドン交通局
ロンドン地下鉄
■ノーザン線
バンク支線
オールド・ストリート駅 - ムーアゲート駅 - バンク駅
■サークル線
バービカン駅 - ムーアゲート駅 - リバプール・ストリート駅
■ハマースミス&シティー線
バービカン駅 - ムーアゲート駅 - リバプール・ストリート駅
■メトロポリタン線
バービカン駅 - ムーアゲート駅 - リバプール・ストリート駅
ナショナル・レール
グレート・ノーザン（ゴヴィア・テムズリンク・レールウェイ）
ノーザン・シティ線
オールド・ストリート駅 - ムーアゲート駅

## ホームの配置

### ロンドン地下鉄

#### サークル線、ハマースミス&シティー線、メトロポリタン線
| 相対式ホーム 1番線（東方向） |
| ⇒ サークル線 タワー・ブリッジ方面 ハマースミス&シティー線 バーキング方面 メトロポリタン線 アルドゲイト方面 ⇒                                                     |
| ⇐ サークル線 エッジウェア・ロード方面 ハマースミス&シティー線 ハマースミス方面 メトロポリタン線 アクスブリッジ、アマーシャム、チェシャムまたはワトフォード方面 ⇐ |
| 2番線（西方向） 相対式ホーム |

#### ノーザン線
| ⇒ ノーザン線                               | エッジウェア、ハイ・バーネットまたはミル・ヒル・イースト方面 ⇒ |
| 7番線（北方向） 島式ホーム 8番線（南方向） |                                                                |
| ⇐ ノーザン                                 | モーデン方面 ⇐                                                 |

## ギャラリー

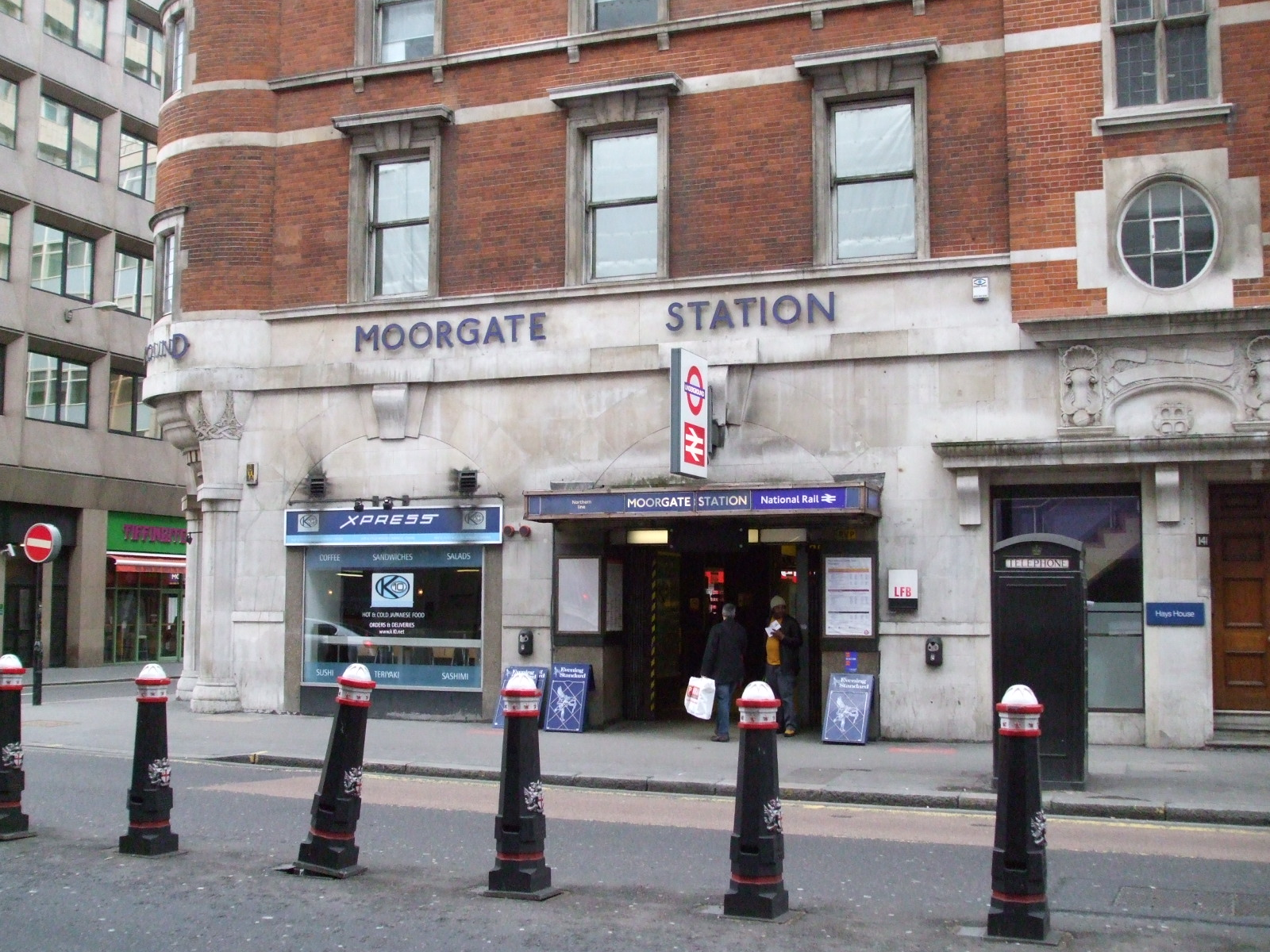
メイン駅舎の東側にある駅出入口
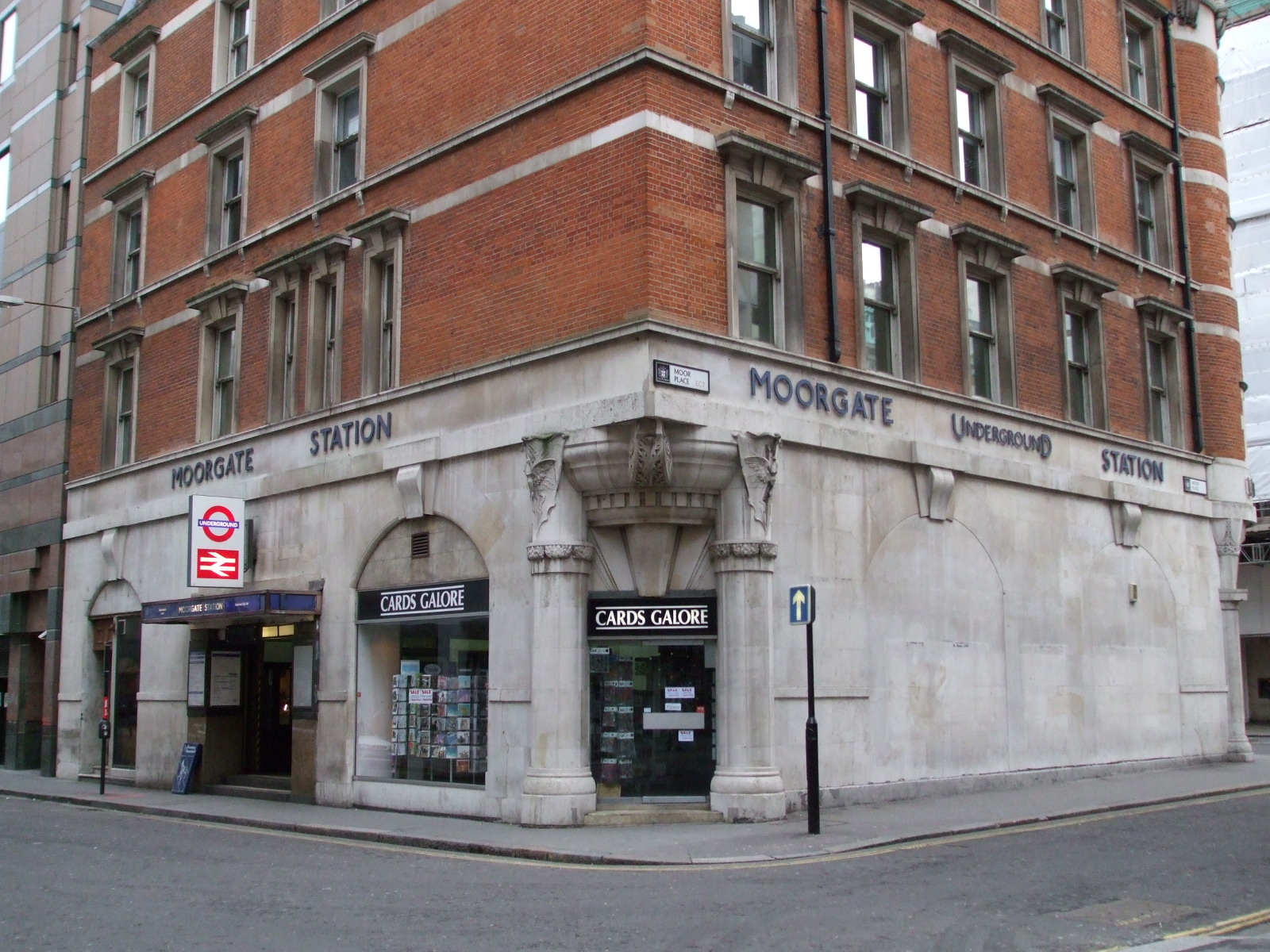
メイン駅舎の西側はMoorfieldsに2つの出入口がある。
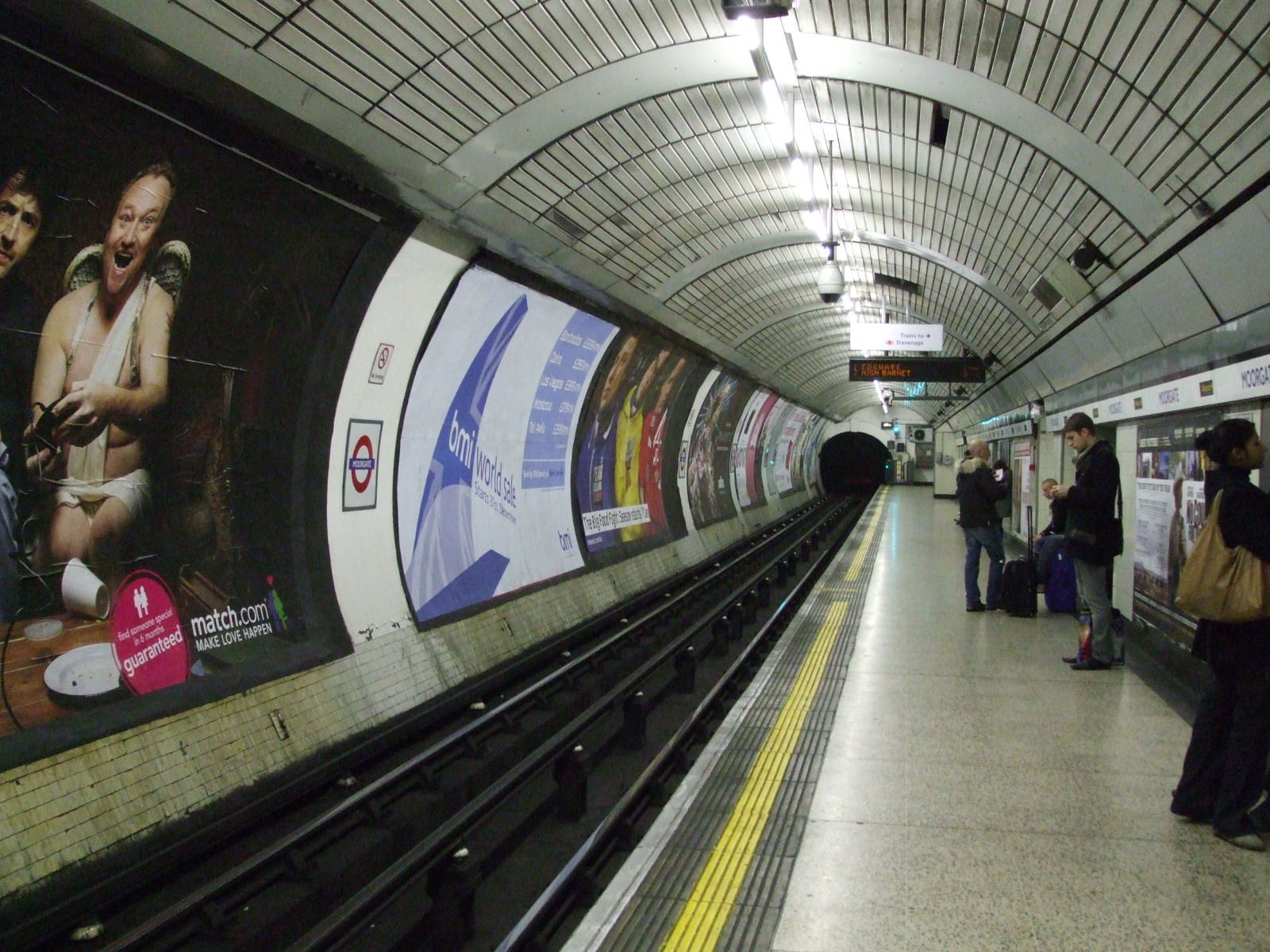
ノーザン線北行きホーム
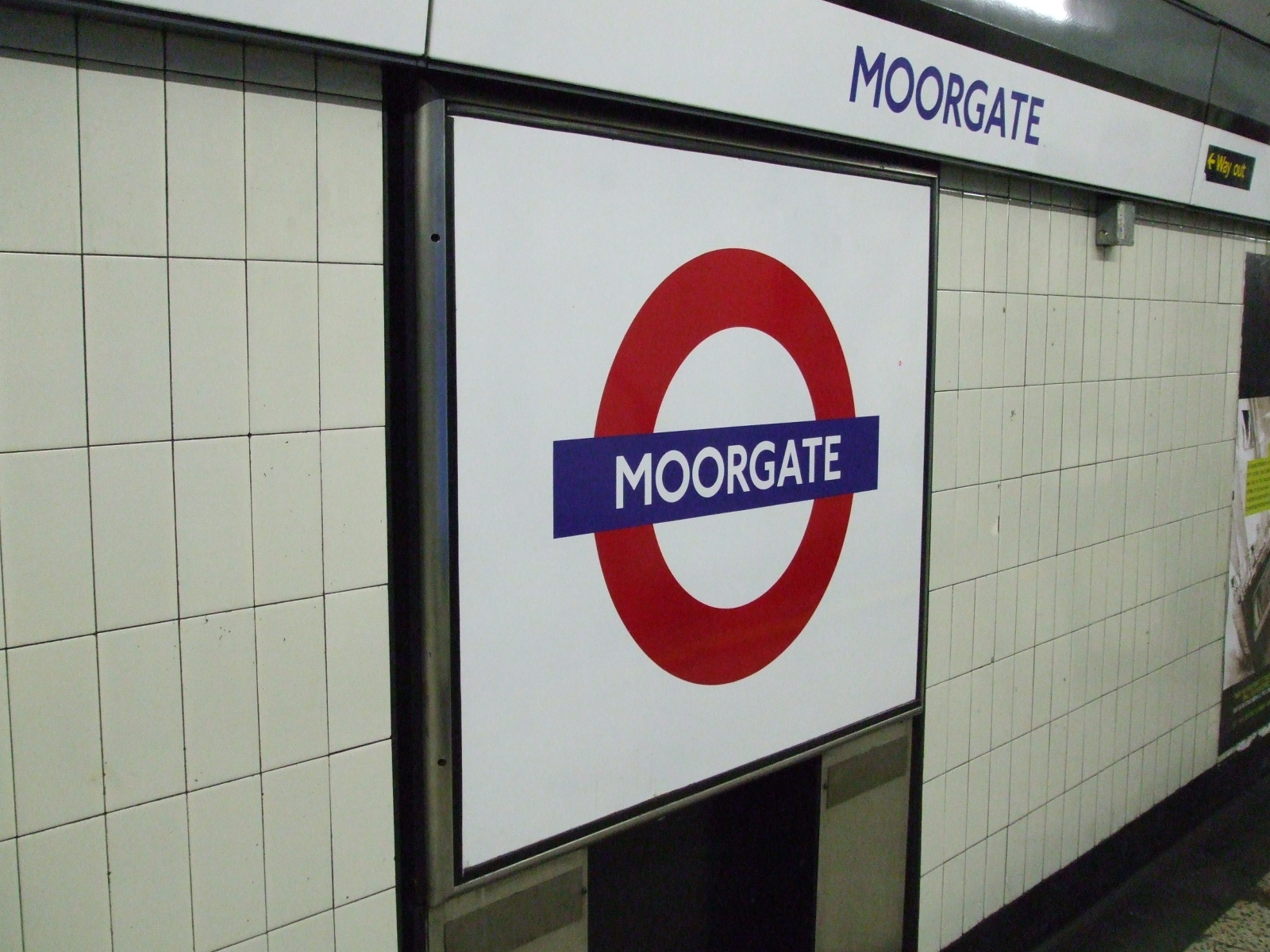
ノーザン線北行きホームのラウンデル

## 参照
1. 1 2 3 4  “Multi-year station entry-and-exit figures” (XLS). London Underground station passenger usage data.  ロンドン交通局 (2014年). 2015年3月31日閲覧。
2. 1 2 3 4 5 6 7 8  “Station usage estimates”. Rail statistics.   Office of Rail Regulation. 2015年3月31日閲覧。 注記:統計手法は年により異なる場合がある。
3. ↑  “History A Time Line for Policing the Railways”. 2006年9月29日時点のオリジナルよりアーカイブ。2015年5月4日閲覧。